# Pseudisonychus vietnamensis
Pseudisonychus vietnamensis är en skalbaggsart som beskrevs av Frey 1971. Pseudisonychus vietnamensis ingår i släktet Pseudisonychus och familjen Melolonthidae. Inga underarter finns listade i Catalogue of Life.